# 나루오카 히카루
나루오카 히카루(일본어: 成岡 輝瑠, 2002년 7월 28일~)는 일본의 축구 선수이다.

## 구단 경력
2020년 J1리그의 시미즈 에스펄스에 입단하였다.

## 국가대표팀 경력
그는 2019년 FIFA U-17 월드컵에 참가할 일본 U-17 국가대표팀에 발탁되었으며, 3경기에 출전했다.